# (16021) Caseyvaughn
(16021) Caseyvaughn (1999 CG81) – planetoida z grupy pasa głównego asteroid okrążająca Słońce w ciągu 3,57 lat w średniej odległości 2,34 j.a. Odkryta 12 lutego 1999 roku.